# Louis Riboulet

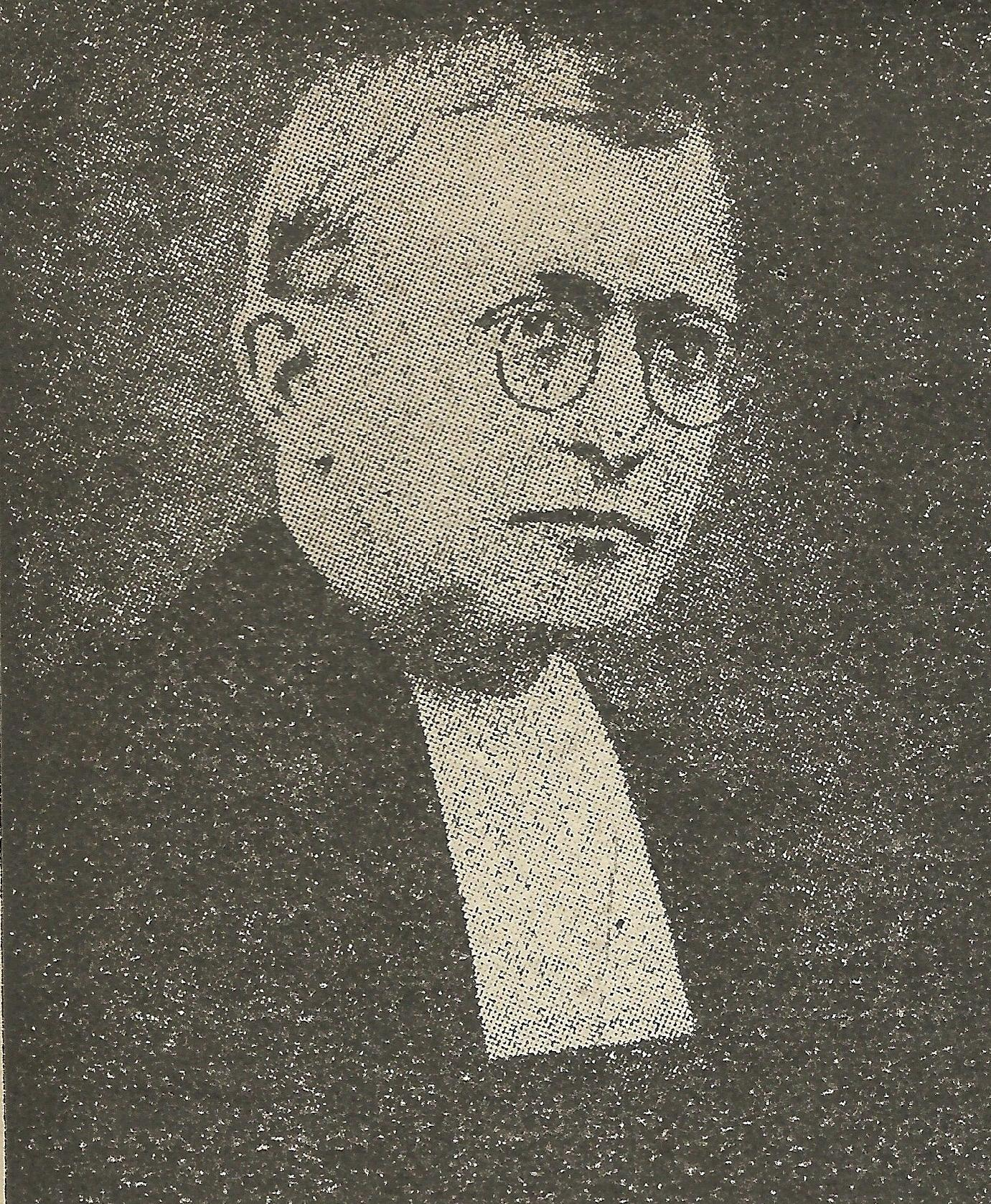
Louis Riboulet.

Louis Riboulet (Saint-Alban-d'Ay, 15 gennaio 1871 – 1944) è stato un pedagogo francese e professore di filosofia a Notre-Dame de Valbenoîte, autore di diversi lavori sull'insegnamento.

## Biografia
Riboulet inizia gli studi presso la scuola dei Fratelli Maristi. Nel 1886 entra nel seminario della stessa congregazione religiosa a Saint-Genis-Laval e tre anni dopo ottiene il titolo di maestro. Nel gennaio del 1890 si trasferisce in Nord America, dove rimane fino al 1914.
Saranno molto utili, per la sua formazione pedagogica, la ricerca e le osservazioni didattiche effettuate durante questo periodo, che trascorre nella città di Iberville, situata nella regione Montérégie del Québec, in Canada, e negli Stati Uniti. Applicandosi intensamente agli studi si laurea presso l'Istituto di Studi Scientifici dell'Università di New York. 
Torna in Francia nel 1914 e, anni dopo, riprende l'insegnamento, praticando presso il College di Notre Dame di Valbenoîte a Saint-Étienne. Nel 1925 pubblica cinque volumi della Historie de la Pédagogie, lavoro premiato dall'Accademia francese l'anno successivo. A seguire, Psychologie appliquée à l'Éducation, Conseils sur le travail intellectuel, La Discipline Préventive et ses Éléments Essentiels e Méthodologie Générale. Infine L'Eglise et l'Éducation de l'Ère Chrétienne au XIV Siècle apparirà come opera postuma. Allo stesso tempo Riboulet lavora anche come giornalista in diverse riviste ed educazione prestigiose, tra cui Bulletin des Études, Revue Catéchistique e Revue Belge de Pédagogie.
Riboulet era contrario agli espedienti pedagogici tradizionali prevalenti ai suoi tempo, che comprendevano punizioni fisica per gli studenti che non avevano un buon rendimento scolastico.